# Wohlfahrtia indigens
Wohlfahrtia indigens är en tvåvingeart som beskrevs av Villeneuve 1928. Wohlfahrtia indigens ingår i släktet Wohlfahrtia och familjen köttflugor. Inga underarter finns listade i Catalogue of Life.